# 동국대학교 박물관
동국대학교 박물관은 동국학원의 설립목적에 따라 불교 관계의 고고 및 미술자료를 수집·보관·전시하며 불교미술을 조사·발굴·연구하고 이를 학계에 알림과 동시에 학생들의 교육에 활용하고자 1963년 9월 1일 개관한 박물관이다.

## 유물 현황
- 등록유물 : 총 1,666점
- 기탁유물 : 총 1,215점
- 참고유물 : 300점
- 지정문화재 : 국보 2점, 보물 9점

## 주요 유물
- 청동불입상(황룡사지 출토)
- 납석삼존불비상(蠟石三尊佛碑像 : 보물 제742호)
- 금동불입상(분황사 출토)
- 고려소조나한상
- 장곡사아미타불화(長谷寺阿彌陀佛畵)
- 영산회상도(靈山會上圖)
- 도림사(道林寺) 영산회상도
- 용연사(龍淵寺) 영산회상도
- 감지은니보살선계경(紺紙銀泥菩薩善戒經, 1280년 : 보물 제740호)
- 파초도(芭蕉圖 : 보물 제743호)
- 국화도(菊花圖 : 보물 제744호)
- 민영익의 파초도
- 궁중의식도
- 안중근(安重根) 의사의 친필 유묵 '一日不讀書 口中生荊棘'(보물 제569호)
- 청화백자송죽문호(靑畵白瓷松竹紋壺 : 국보 제176호)
- 지정4년명청동은입사향완(至正四年銘靑銅銀入絲香垸 : 보물 제321호)
- 민애대왕사리호(敏哀大王舍利壺 : 보물 제741호)
- 보협인석탑(寶篋印石塔 : 국보 제209호)

## 학술지
대학 박물관으로는 처음으로 전문학술지 '불교미술'을 발간하였다.

## 학술 조사 사업
- 주요 발굴조사
  - 울주 반구대
  - 천전리 암벽
  - 충남 부여 임강사지
  - 충남 보령 성주사지
  - 경주 분황사
  - 강원 양양 선림원지
  - 경기 광주 동사지
  - 경기 강화 선원사지
- 주요 학술조사
  - 일본 대마도 학술조사
  - 실크로드 학술조사

## 정보
- 주소 : 서울 중구 장충단로 127 (필동3가 192-5) 동국대학교
- 홈페이지 : https://web.archive.org/web/20161018214919/https://dgumuseum.dongguk.edu/
- 개장시간 : 월~금요일, 오전 10시 ~ 오후 4시
- 휴관일 : 토, 일요일 및 공휴일